# Hilde-Domin-Preis für Literatur im Exil
Anlässlich des 80. Geburtstags der Lyrikerin Hilde Domin (bis 1999 ging man vom falschen Geburtsjahr 1912 aus) stiftete die Stadt Heidelberg 1992 den mit 15.000 Euro dotierten Preis „Literatur im Exil“, der alle drei Jahre vergeben wird und dessen erste Preisträgerin Hilde Domin selbst war.
Seit ihrem Tod (am 22. Februar 2006) wird die Auszeichnung als Hilde-Domin-Preis für Literatur im Exil vergeben. Sie ehrt Autoren, die mit dem Thema „Exil“ verbunden sind.

## Preisträger
- 1992 Hilde Domin
- 1996 SAID
- 1998 Boris Chasanow
- 2001 Stevan Tontić
- 2005 Hamid Skif
- 2007 Sherko Fatah (zum ersten Mal als Hilde-Domin-Preis)
- 2010 Oleg Jurjew
- 2013 Abbas Khider
- 2016 Edgar Hilsenrath
- 2019 Natascha Wodin
- 2023 Bachtyar Ali